# Петров, Алексей Сергеевич (Герой Социалистического Труда)
Алексей Сергеевич Петров (род. 1939) — советский работник сельского хозяйства, Герой Социалистического Труда.

## Биография
Родился 7 января 1939 года в деревне Игнатьевке Венгеровского района Новосибирской области.
Получил среднее образование. По окончании Вознесенской школы, в 1958 году, начал трудовую деятельность бригадиром животноводства колхоза «Победа» Венгеровского района.
В 1959 году призван на военную службу, четыре года служил в Военно-Морском Флоте.
С 1963 по 1968 годы учился в Омском сельскохозяйственном институте им. С. М. Кирова.
В январе 1968 года был назначен агрономом-семеноводом совхоза «Сибиряк» Русско-Полянского района Омской области. В 1971 году был назначен главным агрономом этого совхоза, а в 1972 году — директором. Член КПСС с 1971 года.
Избирался депутатом Верховного Совета СССР, членом областного комитета КПСС, депутатом областного Совета народных депутатов, в 1981 году был избран делегатом XXVI съезда КПСС.
В июле 1982 года был переведен на работу первым заместителем начальника управления сельского хозяйства Омской области.
В 1986 году был назначен заместителем председателя агропромышленного комитета Омской области по земледелию.
В настоящее время проживает в Омске.

## Награды
- В марте 1980 года за большие трудовые достижения Алексею Сергеевичу Петрову присвоено звание Героя Социалистического Труда;
- Награждён орденами: Ленина, Трудового Красного Знамени, а также медалями;
- Медаль С. И. Манякина (27 июля 2017)[1].